# Мормірові
Мормірові (Mormyridae) — родина араваноподібних риб. Включає 221 вид. Мешкають в різних річках, озерах і болотах Африки південніше пустелі Сахара та у басейні Нілу.

## Опис
Довжина від 9 до 50 см, максимум до 150 см. Зазвичай вони мають видовжене, сплющене з боків тіло, вкрите дрібною лускою, невеликий рот, маленькі слаборозвинені очі, м’які промені, добре розвинені черевні плавці і сильно вдавлений хвостовий плавець. Вони характеризуються відносно великим мозком і добре розвиненим мозочком, завдяки чому вони демонструють чудові перцептивні та моторні навички (вони можуть плавати назад і догори черевом). Вільно розташована кісткова пластина з кожного боку голови покриває пухир, з’єднаний з внутрішнім вухом. На голові та передній частині тіла є численні електрорецептори, а на хвості — пара електричних органів (модифіковані каудальні м’язи), які дозволяють їм випромінювати слабкі електричні імпульси, які допомагають орієнтуватися в навколишньому середовищі та шукати їжу. Вони ведуть нічний спосіб життя, уникають денного світла. Харчуються донною фауною, водними рослинами або органічним сміттям. Представники роду Gnathonemus мають характерну, дуже витягнуту морду у формі хобота, спрямованого донизу. Інші мормірові можуть мати вузьку голову, коротку округлу морду або довгі м’ясисті нарости на нижній щелепі.

## Електричні органи
У районі хвостового ніжки у багатьох видів є чотири слабкі електричні органи, які використовуються для орієнтації в каламутних водах. Електричний орган розташований біля хвоста і складається з багатьох так званих електроцитів , які філогенетично походять з м’язових клітин. Електроцити іннервуються каудально. Одночасна активація послідовно з’єднаних електроцитів спричиняє розвиток електричного поля в результаті зміни заряду спочатку на каудальній, а потім на ростральній мембрані електроцитів. За допомогою електричного дипольного поля, що створюється таким чином, риба може сприймати предмети або живі істоти, які мають провідність, відмінну від провідності навколишньої прісної води, і які знаходяться близько до їхнього тіла. Для цього вони мають спеціальні електрорецептори, які сидять особливо близько до голови риби і сприймають зміни щільності лінії поля на поверхні тіла.

## Роди
- Підродина Mormyrinae
  - Boulengeromyrus Taverne & Géry, 1968
  - Brevimyrus Taverne 1971
  - Brienomyrus Taverne, 1971
  - Campylomormyrus Bleeker, 1874
  - Cryptomyrus J. P. Sullivan, Lavoué & C. D. Hopkins, 2016[2]
  - Cyphomyrus Pappenheim, 1906
  - Genyomyrus Boulenger, 1898
  - Gnathonemus Gill, 1863
  - Heteromormyrus Steindachner, 1866
  - Hippopotamyrus Pappenheim, 1906
  - Hyperopisus Gill, 1862
  - Isichthys Gill, 1863
  - Ivindomyrus Taverne & Géry, 1975
  - Marcusenius Gill, 1862
  - Mormyrops J. P. Müller, 1843
  - Mormyrus Linnaeus, 1758
  - Myomyrus Boulenger, 1898
  - Oxymormyrus Bleeker, 1874
  - Paramormyrops Taverne, Thys van den Audenaerde & Heymer, 1977
  - Pollimyrus Taverne, 1971
  - Stomatorhinus Boulenger, 1898
- Підродина Petrocephalinae
  - Petrocephalus Marcusen, 1854